# 凯斯里辛格普尔
凯斯里辛格普尔（Kesrisinghpur），是印度拉贾斯坦邦Ganganagar县的一个城镇。总人口13152（2001年）。

## 人口
该地2001年总人口13152人，其中男性6919人，女性6233人；0—6岁人口2057人，其中男1144人，女913人；识字率61.56%，其中男性为69.27%，女性为53.01%。